# Crust Punk
Crust Punk (auch Crustcore, häufig auch einfach Crust genannt) bezeichnet einen Musikstil und eine Subkultur, die ihre Wurzeln im Anarcho- und Hardcore Punk hat und vor allem in der linken und linksradikalen Jugendkultur ihre Anhänger findet. Die Angehörigen dieser Subkultur bezeichnen sich selbst zumeist als Crusties. Synonym für den frühen britischen Crust Punk wird manchmal auch die Bezeichnung „Stenchcore“ gebraucht, die ursprünglich als Parodie auf die Tendenz gedacht war, im Hardcore Punk neue Bezeichnungen für Musikstile mit der Endung „-Core“ zu erfinden.

## Anfänge
Die Wurzeln des Crust Punks liegen in der Anarcho-Punk- und Hardcore-Szene Großbritanniens der frühen 1980er Jahre. Neben Anarcho-Punk-Bands wie Crass und Conflict inspirierten vor allem auch D-Beat-(oder „Speedcore“-)Bands wie Discharge, GBH oder The Varukers eine neue Generation von Hardcore-Punk-Bands, die einerseits die Anarcho- und „Everybody-can-do-it“-Ästhetik des UK-Hardcores weiterführten, andererseits aber auch Elemente des Extreme Metal aufgriffen. Als Prototyp der späteren Crust-Szene gelten die bereits 1978 gegründeten Amebix, die nicht nur den aggressiven und chaotischen Punk-Rock von Crass zu ihren Einflüssen zählten, sondern auch stark von der Post-Punk-Band Killing Joke und frühen Metal-Bands wie Black Sabbath und Motörhead beeinflusst waren. Die Bezeichnung „Crust Punk“ leitet sich allerdings wahrscheinlich von der Gruppe Hellbastard her, die 1986 ein Demo mit dem Namen Ripper Crust veröffentlichten. Die erste Band, die von „Crustcore“ oder „Crust Punk“ als Musikstil sprach, soll die Gruppe Deviated Instinct gewesen sein.

## Frühe Bands und Ausbreitung des Genres
Die frühen britischen Crust-Bands wie Amebix und Antisect, die auch noch als Vorläufer des eigentlichen Crust Punks betrachtet werden können, inspirierten gemeinsam mit dem D-Beat ihrer Zeitgenossen Discharge eine neue Welle skandinavischen Hardcore Punks, namentlich Bands wie Avskum oder Totalitär, die ihrerseits einen eigenen düsteren und aggressiven, für skandinavische Bands typischen Stil erschufen, der wiederum Mitt-80er-UK-Hardcore-Bands wie Deviated Instinct, Electro Hippies, Extreme Noise Terror, Hellbastard und Doom inspirierte, die auf dieser Grundlage unter Hinzufügung von Blastbeats und mitunter Elementen des Thrash Metal den Crust Punk als solches definierten. Mit Gruppen wie Neurosis und Nausea wurde Crust Punk auch in den USA bekannt, wo den britischen Crust-Bands Gruppen wie Antischism, Destroy, Mindrot, Filth und Toxic Narcotic folgten. Neben Großbritannien, den skandinavischen Ländern und den USA entstanden allerdings auch in Japan oder Deutschland recht große Crust-Anhängerschaften.

## Crust in den 1990ern
In den frühen 1990er Jahren folgten der ersten Crust-Generation in Skandinavien Gruppen wie Skitsystem, Driller Killer und Wolfbrigade (ursprünglich Wolfpack), in Großbritannien Extinction of Mankind, in Deutschland Recharge, Cluster Bomb Unit, Yacøpsæ, Autoritär und M.V.D. und in den USA Dystopia, Tragedy, His Hero Is Gone, Skullkrusher, Anti-Product und Aus-Rotten nach. Zu diesem Zeitpunkt kristallisierte sich aus amerikanischem Crust Punk verstärkt die Tendenz heraus, statt lediglich den Vorbildern der 1980er Jahre nachzueifern, vielmehr Crust-Elemente mit zeitgenössischem aktuellem Hardcore zu kombinieren und den Stil so weiterzuentwickeln; vor allem in Verbindung mit Gruppen wie Ictus, Tragedy oder Ekkaia begannen daher einige Kritiker von einer „Neocrust-Welle“ zu sprechen. Das neue Jahrtausend sah beide Stile unter anderem mit Gruppen wie From Ashes Rise, Born Dead Icons, Behind Enemy Lines, Caustic Christ, Bombstrike, Human Waste und Disfear weiterleben.

## Musik
Crust lässt sich als eine besonders düstere Mischung aus Punk und Extreme Metal beschreiben, die Gewichtung fällt bei den verschiedenen Bands unterschiedlich aus. Crust entzieht sich aufgrund seiner Eigenständigkeit und Entstehungsgeschichte der gängigen Trennung des Hardcores in „Old-School“ und „New-School“. Mitunter steht der Stil verwandten Musikrichtungen wie Grindcore, Hatecore, Sludge und Powerviolence nahe. Bedingt durch die große Bandbreite an Einflüssen unterschiedlicher extremer Musikstile für den Crust Punk lassen sich innerhalb der Musik gewisse Stilrichtungen oder Tendenzen unterscheiden:
- Der klassische Crust Punk wird als „Stenchcore“ oder seltener auch als „Doomcore“ bezeichnet. Dieser vor allem von der Band Amebix geprägte Stil ist sehr düster und stark vom Doom Metal bestimmt, wobei langsame, schleppende Parts sich mit schnellen harten Parts abwechseln können. Neuere Bands der Doom-beeinflussten Schule werden oftmals in die Nähe des Sludge gestellt.
- Stark vom D-Beat der Band Discharge beeinflusster Crust von Gruppen wie Doom wird als „Dis-Crust“, „Dis-Core“ oder „Dis-Punk“ bezeichnet.[1] Solche Bands sind vor allem im skandinavischen Raum aufzufinden, wo der Stil szeneintern auch käng genannt wird.[2]
- „Melodic Crust“ ist ein neuerer Stil, der von Gruppen wie Fall of Efrafa[3] oder Ekkaia gespielt wird und dunklen Crust Punk mit melodischeren Postcore-Elementen kombiniert. Der Begriff „melodic Crust“ wird als Synonym von „Neocrust“ verwendet.[4]
- Für schnellere Bands, deren Stil zwischen Crust- und dem daraus entstandenen Grindcore einzuordnen ist, wird der Begriff „Crustgrind“ verwendet. Prägend ist hier vor allem der Einfluss von Extreme Noise Terror, die für beide Stile als wichtige Mitbegründer genannt werden.[1]

Darüber hinaus gibt es Bands, die mit Elementen anderer Musikrichtungen experimentieren. Einige Bands der späten 1990er Jahre wie Iskra, Ludicra, Black Kronstadt oder die japanischen Gallhammer griffen Elemente des Black Metal auf. Einige Bands wie Gloom und Confuse aus Japan und die amerikanische Band Fade to Black integrierten Noise-/Fuzz-Elemente in ihre Musik. Die deutsche Band Totenmond kombiniert doomlastigen Crust Punk sowohl mit Black Metal und Noise-Elementen als auch mit Technical Death Metal. Ferner experimentierten einige Bands wie Mouth Sewn Shut und Basura mit Reggae- und Ska-Elementen. Einige Gruppen wie Asfixia aus Spanien arbeiten mit experimentelleren Post-Hardcore-Anleihen.

## Inhalte
Da die Herkunft der Crustie-Subkultur vor allem in der britischen Anarcho- und Hausbesetzerszene liegt, ist der Crust Punk inhaltlich überwiegend politisch geprägt. In den 1980er Jahren überwog bei vielen Bands eine negative, durch den Kalten Krieg, den Thatcherismus und den Falklandkrieg geprägte „No-Future“-Haltung. Die Texte waren oftmals dystopisch, mitunter nihilistisch, und thematisierten Szenarien wie das eines Überwachungsstaats sowie häufig apokalyptische Weltuntergangsvisionen und die Vernichtung der Menschheit durch einen nuklearen Holocaust. Anstatt auf das Schicksal der gesamten Gesellschaft näher einzugehen, erzählten viele Texte kurze Episoden oder beschrieben Bilder vom Schicksal einzelner Menschen; häufiges Thema waren Kriegsschauplätze und Gewaltszenarien. Einige Crust-Bands wie Amebix beschäftigten sich außerdem mit Mystizismus und Gnostizismus, die Iren the Dagda sogar mit Neopaganismus. Anfang der 1990er Jahre wurden viele Bands inhaltlich weniger negativ, dafür aber kämpferischer. Gegenüber Weltuntergangsszenarien und Selbstzerstörung setzten sich mehr und mehr konstruktive sozialkritische Inhalte durch, Themen wie Tierrechte, Tierbefreiung, Veganismus, Sexismus und Selbstbestimmung. Oftmals fand eine Vermischung mit Teilen der Straight-Edge-Szene statt. Was blieb, war die klare antifaschistische und häufig anarchistische Grundhaltung der Bewegung.

## Auswahl weiterer Bands
- Assück
- Audio Kollaps
- Axegrinder
- Black Breath
- Concrete Sox
- Deviated Instinct
- Disorder
- Disrupt
- Heresy
- His Hero Is Gone
- Livstid
- Ludicra
- Sacrilege
- Skarp